# Freeform
Freeform (poprzednio znany jako ABC Family) – amerykański kanał telewizyjny o profilu rozrywkowym, należący do Disney-ABC Television Group. 
Kanał powstał w 1977 pod nazwą CBN Cable. Należał wówczas do grupy Christian Broadcasting Network i początkowo, podobnie jak inne media tego nadawcy, specjalizował się w programach o tematyce religijnej. W 1981 zmieniono jego format na bardziej rozrywkowy, choć nadal dbano o to, aby emitowane programy mogły oglądać wspólnie całe rodziny. W 1988 kanał zmienił nazwę na CBN Family Channel. Gdy wypracowywanego przez niego zyski stały się na tyle duże, że trudno było pogodzić to ze statusem non-profit, jakim cieszyła się grupa CBN, przeniesiono go do komercyjnej spółki-córki tej grupy, nazwanej International Family Entertainment. Równocześnie przemianowano kanał na The Family Channel.
W lipcu 1997 kanał kupiło Fox Entertainment Group, co rok później zaowocowało kolejną zmianą nazwy – tym razem na Fox Family. W 2001 zawarto umowę, na mocy której Fox sprzedał część swoich kanałów tematycznych, w tym Fox Family, należącej do grupy Disneya telewizji ABC. Wtedy też kanał przyjął nazwę ABC Family.
W dniu 12 stycznia 2016 roku nazwa kanału ABC Family została zmieniona na Freeform.

## Programy Freeform
| Aktualnie w emisji: - Dziewczyny nad wyraz - Grown-ish. - Syrena - Good Trouble - Everything's Gonna Be Okay - Motherland: Fort Salem Programy, które będą emitowane w przyszłości: - Unrelated - Woman World - Close Up | Dawniej w emisji: - Alone Together. - Becoming Us - Beverly Hills Nannies - Beyond - Cloak and Dagger - Dancing Fools - Dead of Summer - Dzidzitata - Famous In Love - Greek - Guilt - Jane by Design - Job or No Job - Kevin from Work - Koty obiboki - Kyle XY - Lincoln Heights - Melissa i Joey - Monica the Medium - Mystery Girls - Party of Five (2020) - Pojedynek na życie - Rączy Wildfire - Ravenswood - Recovery Road - Shadowhunters - Startup U - Słodkie kłamstewka - Słodkie kłamstewka: Perfekcjonistki - Stitchers - Switched at Birth - Tajemnica Amy - Tancerki - The Fosters - The Lying Game - The Nine Lives of Chloe King - The Vineyard - Twisted - Young & Hungry - Za wszelką cenę |